# キース・シムズ
キース・シムズ（Keith Sims 1967年6月17日- ）は、メリーランド州ボルチモア出身のアメリカンフットボール選手。ポジションはガード。

## 経歴
ニュージャージー州の高校時代にはオフェンスライン及びディフェンシブタックルとしてプレーした。また州のレスリングトーナメントにも出場している。
アイオワ州立大学では1年次のシーズン途中から先発タックルとしてプレー、3年次の1988年にガードにコンバートされた。同年及び4年次の1989年にはオールアメリカンに選ばれている。
1990年のNFLドラフト2巡全体39位でマイアミ・ドルフィンズに指名された。
1990年のドラフト1巡でドルフィンズに入団したリッチモンド・ウェブと共にオフェンスラインの中心として活躍、1993年から1995年まで3年連続でプロボウルに選出された。
1996年シーズン前に5年850万ドルで契約を結んだ。1997年にジミー・ジョンソンはペイカットを提案したが、シムズはこれを拒否した。9月に左ひじを負傷し手術が必要となり、11月にチームに復帰したが、10プレーのうち、3回ホールディングの反則を取られるなど精彩を欠いた。12月9日、シーズンを2週残した時点でドルフィンズから解雇された。12月11日にワシントン・レッドスキンズと契約を結んだ。
1999年シーズン終了後、フリーエージェントとなったが、2000年2月、レッドスキンズと3年400万ドルで契約延長を果たした。第15週のダラス・カウボーイズ戦の第1Qにアキレス腱を断裂し退場、手術を受けるため、12月13日に故障者リスト入りした。
2001年、マーティ・ショッテンハイマーがレッドスキンズのヘッドコーチに就任すると、トレ・ジョンソン、マーク・キャリアー、デイナ・スタブルフィールドと共にサラリーキャップを空けるために解雇された。
2010年までに彼の元チームメートのうち、7人が脳卒中、心臓発作、心臓病で亡くなったことから、減量プログラムを受けて、同年9月から翌年3月までに85ポンドの減量に成功している。
2011年、ボブ・グリーシー、キム・ボカンパーらによるドルフィンズのラジオ中継チームのサイドラインレポーターに就任した。